# District de Boudh
Le  district de Boudh  (hindi : बौध जिला) est un district  de l'état de l'Orissa en Inde.

## Géographie
Au recensement de 2011, sa population est de 441 162 habitants pour une superficie de 3 098 km2.
Son chef-lieu est la ville de Boudh.